# Мильднер, Мориц
Мориц Мильднер (нем. Moritz Mildner; 6 ноября 1812, Тюрмиц (ныне Трмице, Чехия) — 4 декабря 1865, Прага) — чешский скрипач, композитор и музыкальный педагог.
Учился в Пражской консерватории у Фридриха Вильгельма Пиксиса и стал в 1828 г. одним из её первых выпускников. Играл вторую скрипку в квартете под руководством своего наставника, дававшем первые в Праге публичные квартетные концерты. В дальнейшем преподавал в консерватории; среди его учеников, в частности, были Фердинанд Лауб, Генрих де Ана, Антонин Бенневиц, братья Ян, Войтех и Богуслав Гржимали.
Опубликовал несколько небольших пьес для своего инструмента.